# Éditions Fidélité
 (février 2023).
Les Éditions Fidélité est une maison d'édition belge, appartenant à la Compagnie de Jésus. Fondée en 1987, elle est spécialisée dans l'édition de livres spirituels et religieux chrétiens, destinés à un public cherchant à nourrir leur foi et enrichir leur culture chrétienne.
Les origines des 'Éditions Fidélité' remontent au père jésuite belge, Fernand Lelotte, qui après la Seconde Guerre mondiale lança la petite revue de poche ‘Foyer Notre-Dame’ pour les congréganistes des sodalités mariales. En parallèle des collections de brochures telles que les ‘Convertis du XXe siècle’ liées à la revue eurent beaucoup de succès. 
En 1964 la revue change de nom pour devenir ‘Fidélité’ et s’ouvre, avec le père Rodolphe de Robiano à un public plus large. Vingt-cinq ans plus tard, en 1989 est inaugurée la collection de livres et brochure de spiritualité et culture générale chrétienne, les ‘Éditions Fidélité’ sous la direction du père Charles Delhez et Jean Hanotte.  Tous les champs de la pensée chrétienne sont abordés: spiritualité et prière, vie pastorale et liturgique, questions sociales, éveil à la foi, etc. Les séries populaires sont : ‘Que penser de... ?, ‘Prières glanées’.
Les éditions Fidélité travaillent en synergie avec les deux autres maisons d’éditions des Jésuites de Belgique : Lumen Vitae et Lessius, et également en lien avec les maisons françaises ayant les mêmes objectifs. En 2014, les trois maisons d'éditions fusionnent pour donner naissance aux Éditions jésuites, tout en continuant de publier sous leurs noms respectifs.

## Liste des auteurs publiés
Parmi les auteurs de son catalogue, on retrouve Arcabas, Francis Arinze, Pedro Arrupe, Guy Bagnard, Philippe Barbarin, Julos Beaucarne, Maurice Bellet, Enzo Bianchi, Muriel Blondeau, Rocco Buttiglione, Jean-Yves Calvez, Léon Cassiers, Jean Charlier, Godfried Danneels, Alain Decaux, Didier Decoin, Charles Delhez, Yves Duteil, Sœur Emmanuelle, Gérard Fourez, Jean-Claude Gianadda, Guy Gilbert, Hildegard Goss-Mayr, André Gouzes, Anselm Grün, Tim Guénard, François Houtart, Alain Houziaux, Christian Laporte, Paul Lebeau, André-Mutien Léonard, Benoît Lobet, Chiara Lubich, Jean-Michel Maldamé, Carlo Maria Martini, Joseph Masson, Colette Nys-Mazure, Jean Offredo, Jean-Marie Petitclerc, Timothy Radcliffe, Karl Rahner, Malcolm Ranjith, Michel Remaud, Andrea Riccardi, Gabriel Ringlet, Stan Rougier, Henri Sanson, Michel Schooyans, Christoph Schönborn, Bernard Sesboüé, Jon Sobrino, Herman Van Rompuy, Jean Vanier.